# Spam (sketch)
Pour les articles homonymes, voir Spam (homonymie).

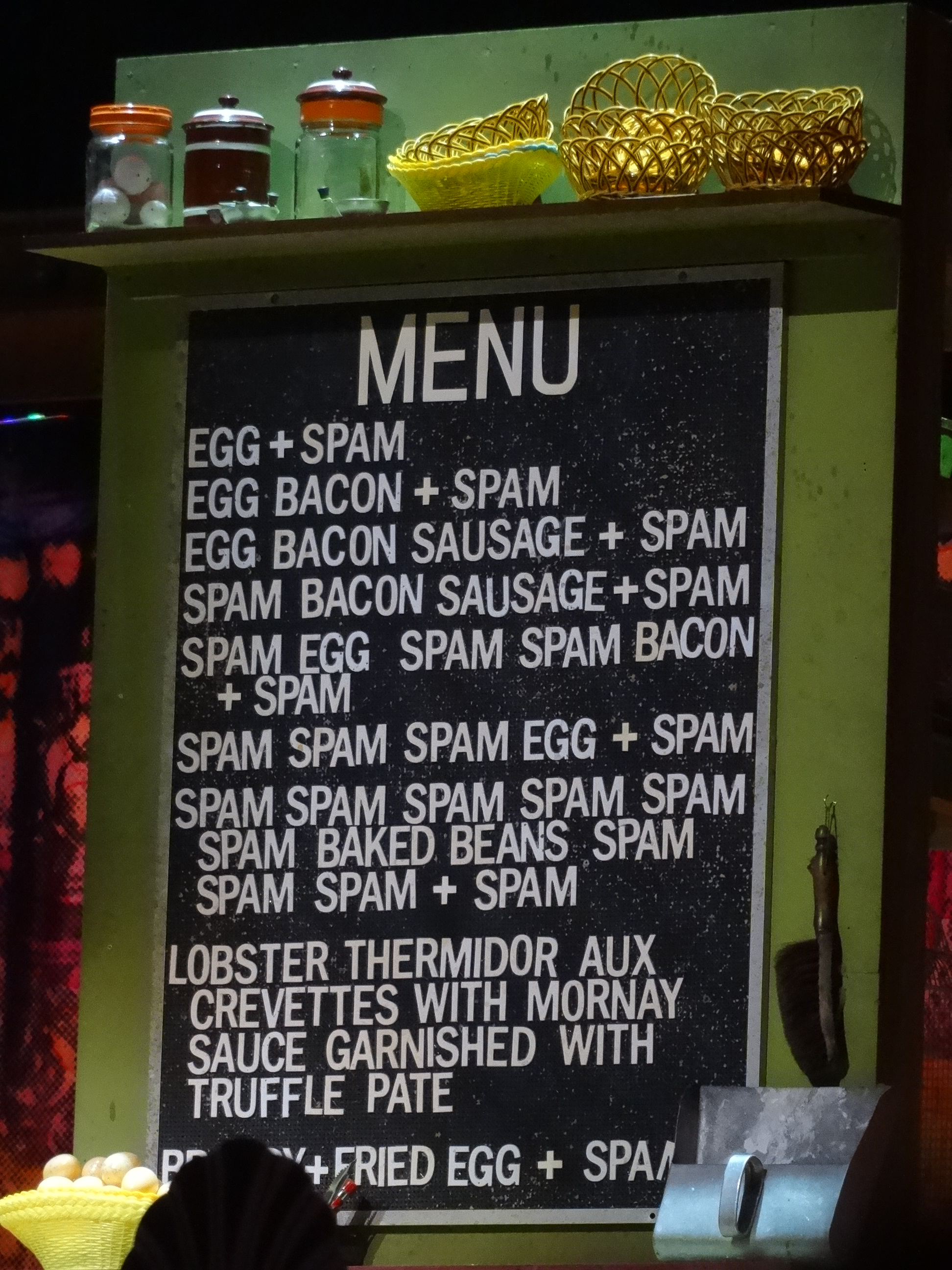
Menu lors du spectacle Monty Python Live (Mostly) en 2014.

Spam est un sketch des Monty Python diffusé pour la première fois le 15 décembre 1970, en conclusion du 25e épisode du Monty Python's Flying Circus.

## Résumé
Le sketch se déroule dans un restaurant de qualité médiocre. M. Bun (Eric Idle) et Mrs. Bun (Graham Chapman) désirent y déjeuner, mais la serveuse (Terry Jones) ne leur propose que des plats à base de Spam, une marque de viande en conserve que déteste Mrs. Bun. Les plats proposés contiennent de plus en plus de Spam (« Spam, Spam, Spam, Spam, Spam, Spam, baked beans, Spam, Spam, Spam and Spam »), et Mrs. Bun devient hystérique malgré les tentatives de son mari pour la calmer, hurlant « I don't like spam! ». L'absurdité du sketch est accrue par la présence à une autre table d'un groupe de Vikings qui interrompent régulièrement la conversation en chantant bruyamment « Spam, Spam, Spam, Spam, lovely Spam, wonderful Spam ».
John Cleese fait une brève apparition dans un rôle de Hongrois parlant un anglais incompréhensible, en référence à un autre sketch diffusé dans le même épisode. Le décor change ensuite et Michael Palin, déguisé en historien, relate l'histoire de la victoire remportée par les Vikings au « Green Midget Café, à Bromley », mais son discours est à son tour infesté de spam, et la scène revient au café et aux Vikings qui entonnent en chœur leur chanson. Les crédits de l'épisode défilent ensuite, et les noms des acteurs et du personnel subissent le même traitement (« Spam Terry Jones », « Michael Spam Palin », « John Spam John Spam John Spam Cleese », etc.).
Dans la version audio du sketch, le Hongrois et l'historien ne sont pas présents.

## Postérité

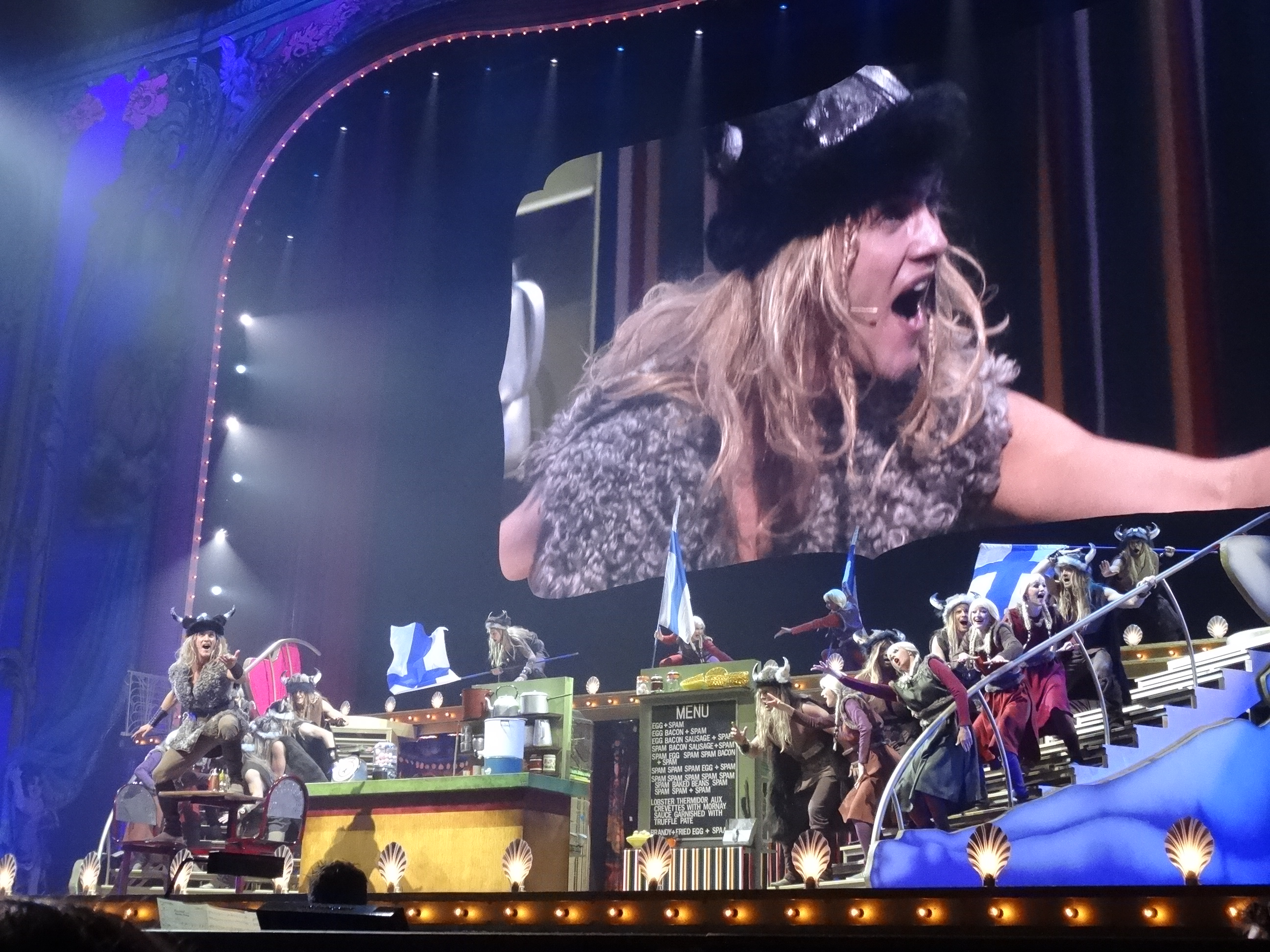
Invasion des Vikings chantant « Spam, Spam, Spam » (Monty Python Live (Mostly)).

Le sketch est particulièrement connu pour avoir donné son nom au spam ou pourriel, les courriers électroniques indésirables à but généralement publicitaire.